# Estación Árraga
Árraga era una estación ferroviaria del departamento Silípica, en la provincia de Santiago del Estero, Argentina.
Se encontraba en la localidad de Árraga. Formaba parte de la red ferroviaria argentina, y del Ferrocarril General Belgrano.